# Улица Зины Портновой
Улица Зи́ны Портно́вой — улица в Кировском районе Санкт-Петербурга, от Трамвайного проспекта до проспекта Ветеранов.

## История
Улица возникла в результате прокладки магистрали в районе новой застройки. Первоначально она фигурировала в проектной документации как часть Срединной улицы, под именем которой затем также обозначался будущий проспект Ветеранов. 17 ноября 1962 года она была наименована в память об отважной семнадцатилетней партизанке Зинаиде Мартыновне Портновой, погибшей в борьбе с немецкими захватчиками во время Великой Отечественной войны.

На домах дом 1/3, литера А и дом 60, литера А установлены две мемориальные доски.
- Мраморная мемориальная доска: «Ленинградская школьница Зина Портнова /1926–1944 г./ – сражалась в партизанском отряде в Белоруссии, активно участвовала в подпольной организации «Юный мститель». При выполнении боевого задания была схвачена врагами. Зине Портновой посмертно присвоено звание Героя Советского Союза».
- Гранитная мемориальная доска-стела с барельефом: «Улица названа именем юной партизанки, Героя Советского Союза Зины Портновой. 1926–1944» (установлена в 1972 г., арх.: В. А. Петров, скульпторы: А. Г. Дёма, Л. В. Калинин).

## Транспорт
1. Метрополитен: станции «Ленинский проспект», «Автово»
2. Троллейбусы №№ 20, 29, 46
3. Автобусы №№ 18, 73, 114, 130, 145, 145Б, 145Э, 203, 246, 333, 639А

## Пересекает следующие улицы, дороги и проспекты
1. Трамвайный проспект
2. Ленинский проспект
3. улица Подводника Кузьмина